# Merak-Saktenpata
Le Merak-Saktenpata est une race de poneys originaire du Bhoutan, dont il est indigène. Rare, il ne se trouve que dans le dzongkhag de Trashigang, dans l'Est du pays. Ce poney de taille moyenne est bien adapté à son environnement montagneux.

## Histoire
La race est originaire de Merak et de Sakten, d'où son nom. Elle est également connue sous celui de yuta trashigang. Elle forme l'une des quatre races locales identifiées par la population du Bhoutan, avec le Yuta, le Boeta et le Jata. Dans les années 2000, une épidémie de la maladie d'Adarukha, maladie causée par la consommation de l'eupatorium adenophorum, décime la population équine du Bhoutan, entre autres dans la région de Trashigang.

## Description
La FAO relève une taille de 1,29 m en moyenne chez les mâles, taille reprise dans le guide Delachaux. De type poney, ces animaux sont très proches du Yuta, une autre race indigène du Bhoutan. Il arrive qu'ils soient eux-mêmes nommés « Yuta ». La conformation corporelle est considérée comme bonne. Le tour de poitrine avoisine les 143 cm, pour un tour de canon de 17,3 cm. Les tibias sont fins, et les jarrets habituellement clos, caractéristique typique du cheval de montagne. Il est particulièrement bien adapté à son environnement, et montre du courage dans les terrains difficiles. La couleur de robe peut varier. 
Il est considéré comme mature à l'âge de 30 mois, la puberté survenant entre 24 et 36 mois. Les juments poulinent pour la première fois en moyenne à l'âge de six ans. La durée moyenne entre deux poulinages est de 557 jours. Ces poneys sont généralement autorisés à paître dans les pâturages naturels locaux. Des abris leur sont fournis seulement l'hiver. Ils sont parfois complémentés en nourriture avec du maïs, du blé, du sarrasin et du riz. Il arrive également que les éleveurs donnent de l'huile de moutarde et des œufs aux poneys malades ou faibles, pour stimuler leur endurance et leur vigueur.
Comme pour les autres chevaux du Bhoutan, cette population est peu connue. Des études complémentaires sont nécessaires, notamment pour connaître son éventuel niveau de menace.

## Utilisations
Il est essentiellement employé pour le transport, et de façon secondaire pour la selle. Il peut porter une charge de 30 à 80 kg.

## Diffusion de l'élevage
C'est une race indigène du Bhoutan, très locale, ne se trouvant que dans le dzongkhag de Trashigang, dans l'Est du pays,. Il n'existe pas de relevé de population ne prenant en compte que le Merak-Saktenpata, mais le nombre total de chevaux indigènes au Bhoutan (incluant les races Boeta, Merak-Saktenpata et Yuta) est situé entre 17 490 et 17 494 têtes en 2010. Ce nombre diminue légèrement d'année en année. Le Merak-Saktenpata est considéré comme rare, il est cependant indiqué comme n'étant pas menacé d'extinction (2018). d'après CAB International, la population combinée des races Merak-Saktenpata et Yuta compte pour deux-tiers du total des chevaux du Bhoutan en 2010.
L'évaluation de la FAO publiée en 2007 classe la race comme locale du Bhoutan, à niveau de menace inconnu. L'étude de l'université d'Uppsala menée pour la FAO en 2010 le liste comme une race asiatique locale dont le niveau de menace est inconnu, sous le nom de « Merak Sakten ta ».